# Kévin Vinetot
Kévin Vinetot (Villiers-le-Bel, 14 giugno 1988) è un calciatore francese, difensore del Sedriano.

## Carriera
Dopo gli inizi in Francia, arriva in Italia tesserato dal Giulianova, con cui esordisce il 23 agosto 2009 e con cui disputa un campionato di Lega Pro Seconda Divisione e uno di Lega Pro Prima Divisione.
Nel 2010 firma un contratto triennale con il Crotone, con cui fa l'esordio in Serie B l'8 gennaio 2011 in Crotone-Portogruaro (2-0). Il 23 marzo seguente segna il primo gol col Crotone contro l'Empoli. Alla fine della stagione 2010-2011 viene acquistato dal Genoa, con cui firma un contratto fino al 2015. Poi è ceduto in prestito sempre al Crotone, con cui partecipa ad altri due tornei di seconda serie.
Il 2 agosto 2013 passa in prestito dal Genoa al Lecce. Esordisce in maglia giallorossa il 4 agosto 2013 in Lecce-Santhià (3-0), partita valevole per il primo turno di Coppa Italia. Trova il suo primo gol col Lecce il 4 gennaio 2014 nella partita Lecce-Salernitana (2-1), valida per la prima giornata di ritorno. Colleziona 19 presenze e un gol. Nel 2014-2015 totalizza 15 presenze in Lega Pro con i salentini. Nella stagione seguente, in prestito all'AlbinoLeffe, disputa 32 partite di campionato. Tornato al Lecce, gioca 3 partite di Lega Pro e nel gennaio 2017 viene ceduto, nuovamente in prestito, al Mantova.
Il 17 luglio 2017 si trasferisce a titolo definitivo al Südtirol, in Serie C. Il 28 novembre 2018 prolunga il suo contratto fino al 2021. Il 27 gennaio 2020, il difensore centrale ha collezionato la sua 100ª presenza ufficiale con la maglia del Südtirol.
Il 9 giugno 2021, viene annunciato il rinnovo del suo contratto con il club altoatesino per altre due stagioni. Nella stagione 2021-2022, il difensore contribuisce alla prima promozione in Serie B nella storia della squadra.
Nel maggio del 2024, viene annunciato che Vinetot avrebbe lasciato il Südtirol al termine della stagione, dopo sette anni e 183 presenze. Il 10 maggio seguente, gioca la sua 184ª e ultima partita con il club, nell'incontro di campionato perso per 1-0 con il Palermo.
Il 27 luglio 2024 viene ingaggiato dal Siracusa, formazione militante in Serie D.

## Statistiche

### Presenze e reti nei club
Statistiche aggiornate al 12 novembre 2024.
| Stagione          | Squadra           | Campionato        | Campionato | Campionato | Coppe nazionali | Coppe nazionali | Coppe nazionali | Coppe continentali | Coppe continentali | Coppe continentali | Altre coppe | Altre coppe | Altre coppe | Totale | Totale |
| Stagione          | Squadra           | Comp              | Pres       | Reti       | Comp            | Pres            | Reti            | Comp               | Pres               | Reti               | Comp        | Pres        | Reti        | Pres   | Reti   |
| ----------------- | ----------------- | ----------------- | ---------- | ---------- | --------------- | --------------- | --------------- | ------------------ | ------------------ | ------------------ | ----------- | ----------- | ----------- | ------ | ------ |
| 2008-2009         | Giulianova        | 2D                | 32         | 2          | CI-LP           | -               | -               | -                  | -                  | -                  | -           | -           | -           | 32     | 2      |
| 2009-2010         | Giulianova        | 1D                | 33         | 1          | CI-LP           | -               | -               | -                  | -                  | -                  | -           | -           | -           | 33     | 1      |
| Totale Giulianova | Totale Giulianova | Totale Giulianova | 65         | 3          |                 | 0               | 0               |                    | -                  | -                  |             | -           | -           | 65     | 3      |
| 2010-2011         | Crotone           | B                 | 17         | 2          | CI              | 1               | 0               | -                  | -                  | -                  | -           | -           | -           | 18     | 2      |
| 2011-2012         | Crotone           | B                 | 32         | 0          | CI              | 2               | 0               | -                  | -                  | -                  | -           | -           | -           | 34     | 0      |
| 2012-2013         | Crotone           | B                 | 23         | 0          | CI              | 0               | 0               | -                  | -                  | -                  | -           | -           | -           | 23     | 0      |
| Totale Crotone    | Totale Crotone    | Totale Crotone    | 72         | 2          |                 | 3               | 0               |                    | -                  | -                  |             | -           | -           | 75     | 2      |
| 2013-2014         | Lecce             | 1D                | 18+1       | 1          | CI+CI-LP        | 3+4             | 0               | -                  | -                  | -                  | -           | -           | -           | 26     | 1      |
| 2014-2015         | Lecce             | LP                | 15         | 0          | CI+CI-LP        | 0               | 0               | -                  | -                  | -                  | -           | -           | -           | 15     | 0      |
| ago. 2015         | Lecce             | LP                | 0          | 0          | CI+CI-LP        | 1+0             | 0               | -                  | -                  | -                  | -           | -           | -           | 1      | 0      |
| ago. 2015-2016    | AlbinoLeffe       | LP                | 30+2       | 0          | CI-LP           | 0               | 0               | -                  | -                  | -                  | -           | -           | -           | 32     | 0      |
| 2016-gen. 2017    | Lecce             | LP                | 3          | 0          | CI+CI-LP        | 0+2             | 0               | -                  | -                  | -                  | -           | -           | -           | 5      | 0      |
| Totale Lecce      | Totale Lecce      | Totale Lecce      | 36+1       | 1          |                 | 10              | 0               |                    | -                  | -                  |             | -           | -           | 47     | 1      |
| gen.-giu. 2017    | Mantova           | LP                | 15         | 2          | CI-LP           | -               | -               | -                  | -                  | -                  | -           | -           | -           | 15     | 2      |
| 2017-2018         | Südtirol          | C                 | 32+4       | 0          | CI-C            | 2               | 0               | -                  | -                  | -                  | -           | -           | -           | 38     | 0      |
| 2018-2019         | Südtirol          | C                 | 34+2       | 2          | CI              | 4               | 1               | -                  | -                  | -                  | -           | -           | -           | 25     | 1      |
| 2019-2020         | Südtirol          | C                 | 24+1       | 0          | CI              | 3               | 0               | -                  | -                  | -                  | -           | -           | -           | 28     | 0      |
| 2020-2021         | Südtirol          | C                 | 23+3       | 2          | CI              | 2               | 0               | -                  | -                  | -                  | -           | -           | -           | 28     | 2      |
| 2021-2022         | Südtirol          | C                 | 17         | 0          | CI+CI-C         | 0+6             | 1               | -                  | -                  | -                  | SC-C        | 1           | 0           | 24     | 1      |
| 2022-2023         | Südtirol          | B                 | 9          | 0          | CI              | 1               | 0               | -                  | -                  | -                  | -           | -           | -           | 10     | 0      |
| 2023-2024         | Südtirol          | B                 | 16         | 1          | CI              | 0               | 0               | -                  | -                  | -                  | -           | -           | -           | 16     | 1      |
| Totale Südtirol   | Totale Südtirol   | Totale Südtirol   | 155+10     | 7          |                 | 18              | 2               |                    | -                  | -                  |             | 1           | 0           | 184    | 8      |
| 2024-2025         | Siracusa          | D                 | 0          | 0          | CI-D            | 1               | 0               | -                  | -                  | -                  | -           | -           | -           | 1      | 0      |
| Totale carriera   | Totale carriera   | Totale carriera   | 386        | 13         |                 | 32              | 2               |                    | -                  | -                  |             | 1           | 0           | 419    | 15     |

## Palmarès

### Club

#### Competizioni nazionali
- Lega Pro Seconda Divisione: 1

Giulianova: 2008-2009 (girone B)
- Serie C: 1

Südtirol: 2021-2022 (girone A)
- Serie D: 1

Siracusa: 2024-2025 (girone I)